# BMW R 5
La R 5 est une moto de 500 cm3 du constructeur allemand BMW. Elle est l'un des premiers modèles de la marque à être doté d'un moteur culbuté, et marque le retour de BMW à la technique du cadre tubulaire. Elle fut produite à 2 652 exemplaires en 1936-1937.

## Caractéristiques
La R 5 est présentée au salon de Berlin de février 1936. Elle est alors considérée comme l'une des motos les plus modernes de son époque, ses performances et son comportement lui permettant de rivaliser avec ses concurrentes anglaises.
Son cadre et son moteur sont entièrement nouveaux :
- le cadre, rompant avec la technique en tôle emboutie des modèles précédents de la marque, est toujours rigide mais à double berceau et constitué de tubes de section circulaire ou ovale soudés à l'arc. Cette architecture lui confère une grande rigidité pour un poids inférieur à celui des modèles antérieurs, comme la R 17.
- le moteur de 494 cm3, est, dans la tradition de la marque, un bicylindre boxer à plat. Mais, pour la première fois depuis l'arrêt de la commercialisation de la R 57 en 1930, c'est un moteur culbuté. Alimenté par deux carburateurs Amal[3], il délivre 24 ch et, couplé à une boîte de vitesses à quatre rapports, confère à la R 5 une vitesse de pointe de 135 km/h.

La boîte de vitesses est commandée au pied par un sélecteur côté gauche de la moto. Une commande au guidon est également présente, destinée essentiellement à faciliter le passage au point mort.
Les autres équipements de la R 5 comprennent notamment des freins à tambour à l'arrière et à l'avant, une selle suspendue et une fourche télescopique dotée d'un système d'amortissement réglable.
Moins puissante que la R 17 (24 ch contre 33), mais plus légère (165 kg contre 183) et nettement moins chère (1 550 marks contre 1 925), la R 5 devient à sa sortie le modèle sportif de référence dans la gamme de BMW.

Des R 5 seront engagées en course même après le remplacement de ce modèle par la R 51 à cadre suspendu, et la R 5 est encore présente dans les courses de motos anciennes du XXIe siècle.

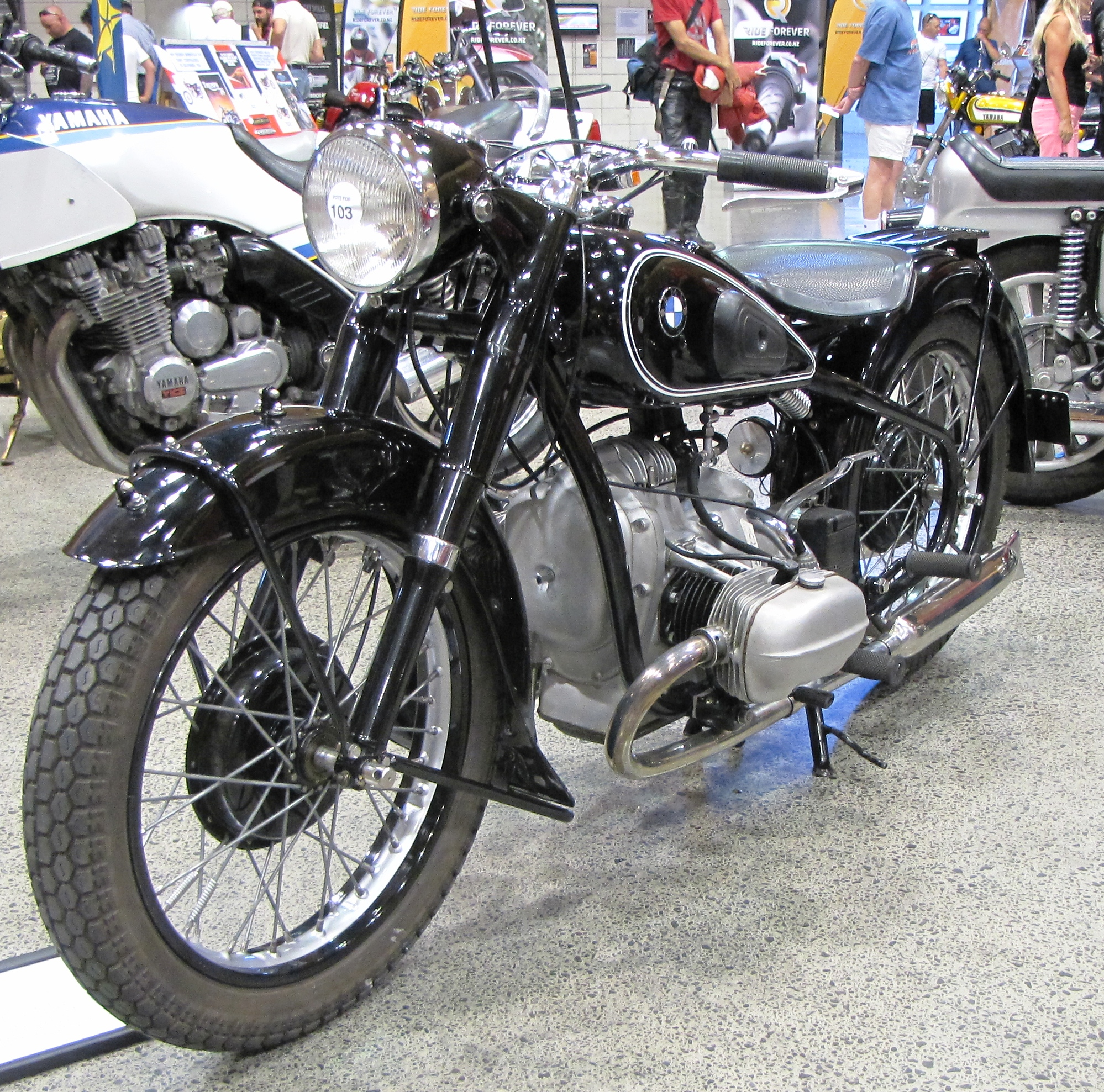
R 5 côté gauche (1936).
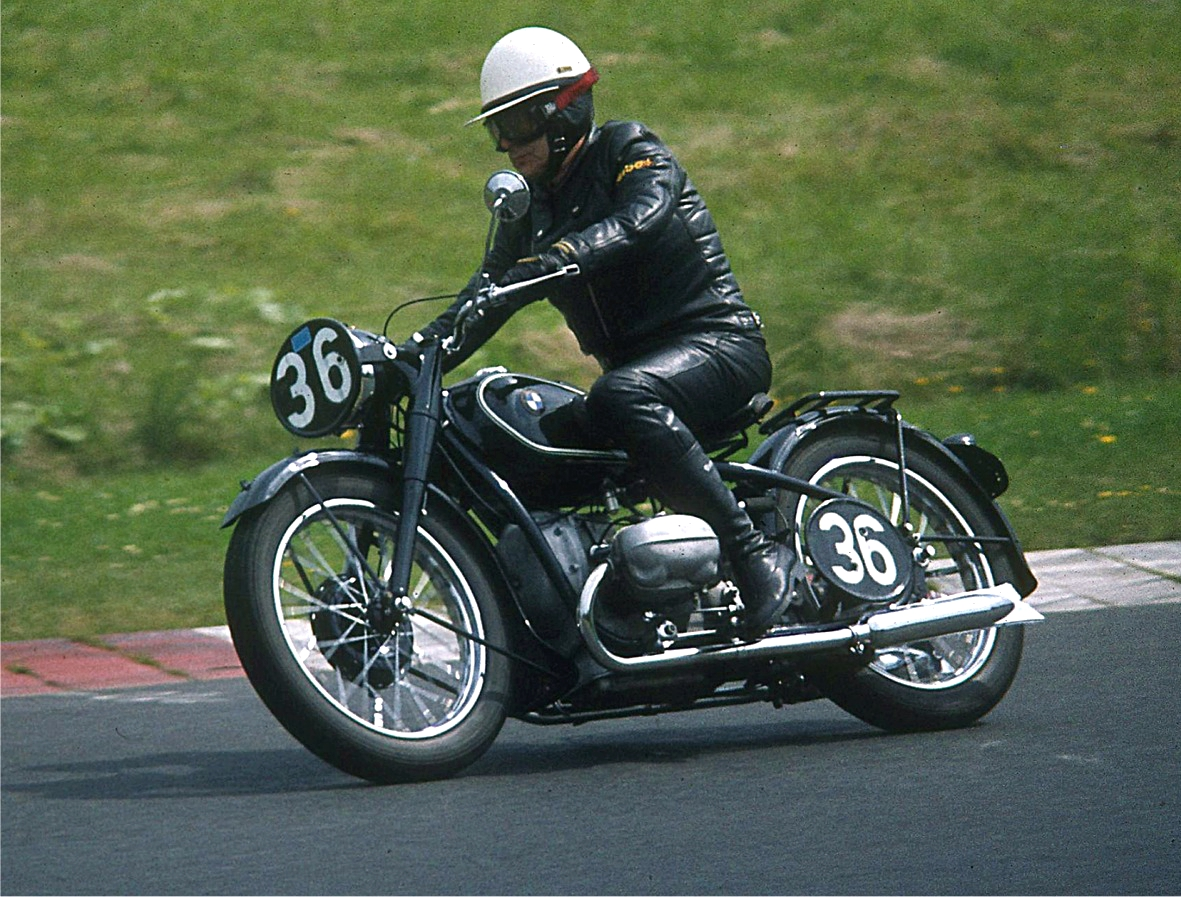
R 5 en course de motos anciennes (1979).

## BMW R5 Hommage
En 2016, 80 ans après l'apparition de la R 5, BMW présente l'étude R 5 Hommage.
Le moteur, d'origine, est complété par un compresseur portant sa puissance à 26 ch. Le cadre, esthétiquement très semblable à celui de la R 5 historique, est suspendu par un amortisseur unique à l'arrière disposé discrètement sous la selle, et les freins sont à disque.

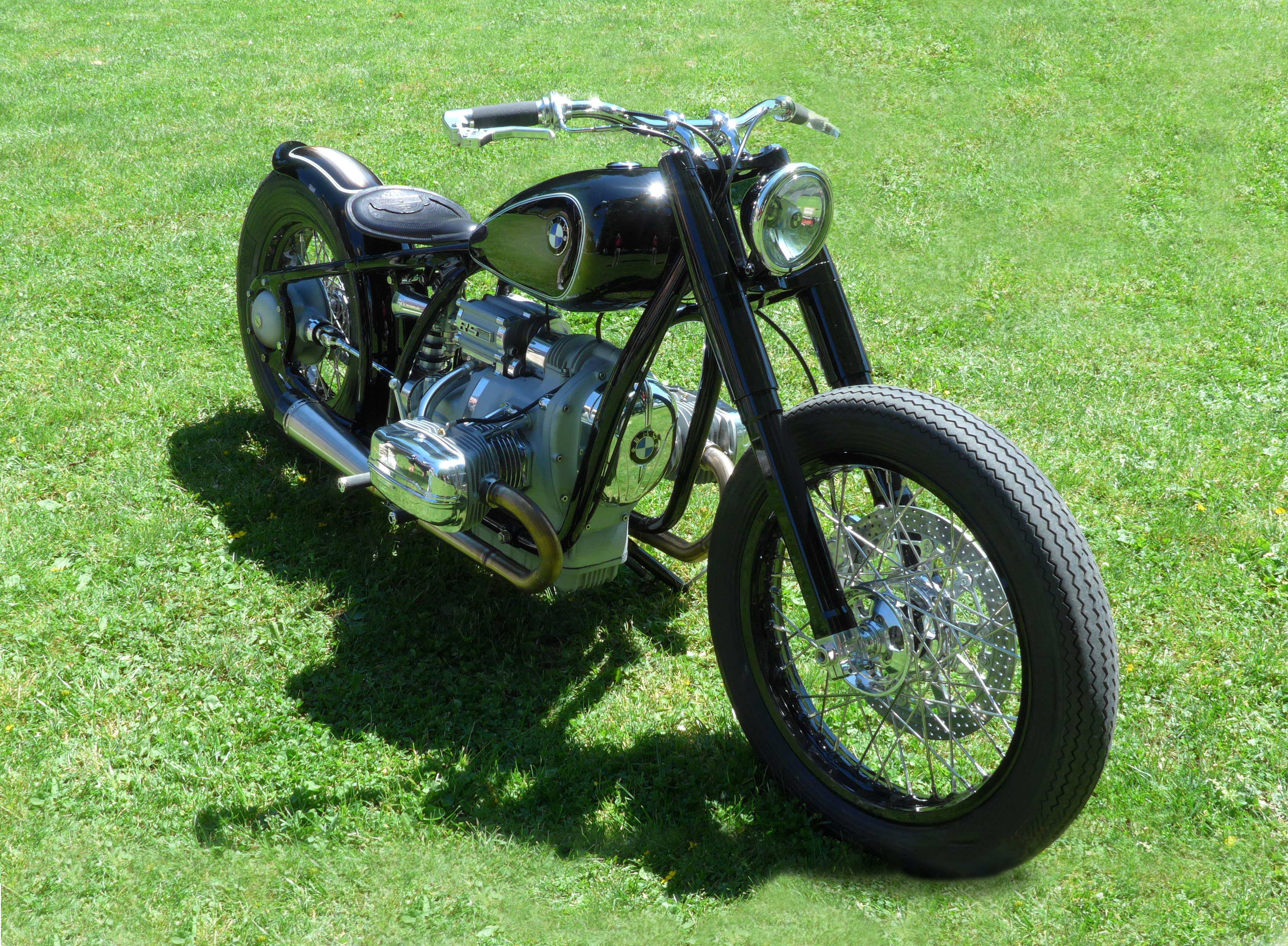
R 5 Hommage (2016).

### Sites externes
- Site allemand sur les monocylindres BMW
- Site officiel BMW sur ses modèles historiques
- Moto-collection, un site en français avec de nombreuses fiches par modèle et par marque